# Coração Aceso
Coração Aceso é o décimo terceiro álbum da carreira do cantor Wando, lançado em 1987, pela gravadora Polygram, os sucessos como "Tá Faltando Um Abraço" e "Eu Já Tirei A Tua Roupa".

## Faixas
Faixas do Álbum Coração Aceso:
1. "Eu Já Tirei a Tua Roupa". - (Wando).
2. "Agora Eu Sei". - (Carlinhos Kalunga - Wando).
3. "Princesa", - (Paulo Debétio - Paulinho Rezende).
4. "Aqui, Ninguém É de Ninguém. - (Jocafi - Antônio Carlos).
5. "Sem Munição e Sem Patente". - (Sergio Mello - Alex Solnik).
6. "Tá Faltando Um Abraço". - (Gilson Mendonça - Marquinhos).
7. "Coração aceso". - (Carlinhos Kalunga - Wando).
8. "Ímã". - (Wando).
9. "Cicatrizes". - (Antônio Ary - Wando).
10. "Risco do Prazer". - (Carlinhos Kalunga - Wando)